# Юридический институт Иркутского государственного университета
Юридический институт Иркутского государственного университета (до 1998 года — юридический факультет) ведет подготовку и переподготовку специалистов в области юриспруденции.

## История
Юридический — один из двух первых факультетов ИГУ, созданного в 1918 году. Гражданская война привела к значительному притоку в Иркутский университет профессуры с Урала и из Западной Сибири, в том числе ряд бывших профессоров Казанского университета.
Первым деканом стал профессор Василий Павлович Доманжо (но перед ним, до выборов декана, в течение месяца и. о. декана был М. М. Агарков, читавший на факультете гражданское и торговое право, общую теорию права).
Просуществовал факультет только полтора года, с 1920 года подготовка юристов велась на правовом отделении факультета общественных наук.
С 1924 года снова как отдельный факультет — факультет права и местного хозяйства, а в 1928—1931 годах назывался факультетом советского строительства.
С 1931 по 1954 год подготовка по юридическим дисциплинам в университете не велась — в 1931 году факультет советского строительства выделился из университета в качестве Сибирского института советского права, ставшего единственным высшим юридическим учебным заведением в восточных районах страны. Постановлением Совета народных комиссаров РСФСР от 1 августа 1935 года институт был переведен в Свердловск, где на его основе создали юридический институт, ныне — Уральский государственный юридический университет.
Подготовка юристов в ИГУ возобновилась в 1949 году, но в рамках отделения историко-филологического факультета.
В 1954 году в университете вновь создан юридический факультет, усиленный выпускниками аспирантур Московского и Ленинградского университетов. Первым деканом нового факультета стал проф. Н. П. Фарберов. Через десять лет в 1964 году открыт Читинский заочный юридический факультет.

## Структура института
Готовит бакалавров по направлению подготовки 40.03.01 «Юриспруденция», в рамках которого шесть профилей: государственно-правовой, административно-финансово-правовой, гражданско-правовой, уголовно-правовой, международно-правовой и (для заочных форм обучения) судебно-правовой.
Готовит магистров по направлению подготовки 40.04.01 «Юриспруденция», в рамках которого существует несколько программ магистратуры.
В аспирантуре Юридического института ИГУ ведется подготовка по следующим направленностям (профилям):
12.00.01 — Теория и история права и государства; история учений о праве и государстве — кафедра конституционного права и теории права
12.00.02 — Конституционное право, конституционный судебный процесс, муниципальное право — кафедра конституционного права и теории права
12.00.03 — Гражданское право; предпринимательское право; семейное право; международное частное право
В составе института 7 кафедр.
Директор ЮИ ИГУ — Личичан Олег Петрович (с 1998 года).

### Кафедры
В Юридическом институте сформированы и действуют следующие кафедры:
- - Кафедра конституционного права и теории права
  - Кафедра административного и финансового права
  - Кафедра уголовного права
  - Кафедра гражданского права
  - Кафедра судебного права
  - Кафедра международного права и сравнительного правоведения

## Известные преподаватели
- Звечаровский Игорь Эдуардович
- Шишкин, Сергей Иванович
- Акманов, Степан Степанович
- Парягина, Ольга Александровна
- Зубович, Михаил Мстиславович
- Горбачева, Елена Васильевна
- Архипкин, Игорь Валерьевич
- Казарин, Виктор Николаевич
- Шишкина,Наталья Эдуардовна
- Пьянов, Николай Андреевич